# Stadion Miejski (Wrocław)

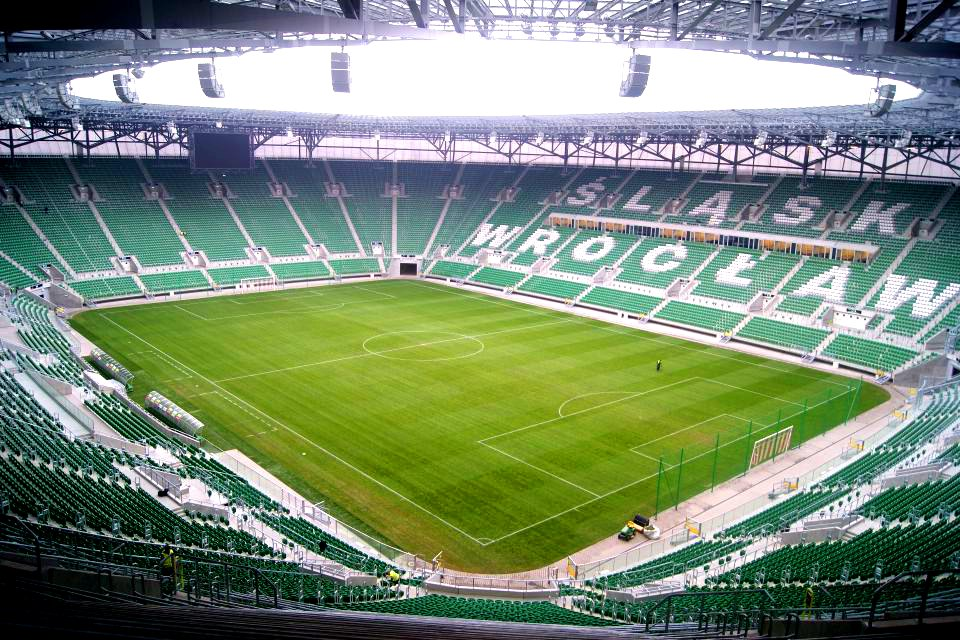
Stadion Wrocław

Stadionul Municipal din Wrocław, Polonia (în poloneză Stadion Miejski we Wrocławiu) este un stadion de fotbal construit pentru Campionatul European de Fotbal 2012. Stadionul este amplasat pe aleja Śląska în partea vestică a orașului (cartierul Pilczyce). Este stadionul gazdă al echipei poloneze de fotbal Śląsk Wrocław. Capacitatea stadionului este de 42.771 de locuri, toate fiind acoperite.